# Polizeiruf 110: Schuld
Schuld ist ein Fernsehfilm aus der ARD-Krimireihe Polizeiruf 110. Der Film wurde vom BR unter der Regie von Hans Steinbichler produziert und am 29. April 2012 erstmals im Ersten ausgestrahlt. Es ist der dritte Fall des Münchner Polizeiruf-Ermittlers von Meuffels.
Der Kommissar muss sich um eine länger zurückliegende Straftat kümmern und gerät dabei in die schwierige Lage, einen Mörder vor der Rache eines Dorfes schützen zu müssen.

## Handlung
Hanns von Meuffels erhält den Auftrag, sich um einen ungeklärten Mordfall zu kümmern. Xaver Edlinger war beschuldigt, Anton Filser mit einer Bierflasche erschlagen zu haben, doch aufgrund der Beweislage musste er freigesprochen werden. Weder Fingerabdrücke an der Tatwaffe noch ein Motiv konnten seinerzeit gefunden werden.
Von Meuffels’ Assistentin Burnhauser hat alle Akten zusammengetragen und einen DNA-Test angefordert, der nun nach 12 Jahren tatsächlich an der Tatwaffe Anhaftungen von Xaver Edlingers DNA nachweist. Burnhauser kommt damit in einen persönlichen Konflikt, denn sie kennt den Beschuldigten, weil sich die Geschehnisse in dem Dorf zugetragen hatten, aus dem sie stammt. Verzwickterweise hat sich ihre Schwester Kati gerade mit Xaver verlobt. Ohne sich mit von Meuffels abzusprechen, überbringt Burnhauser ihrer Schwester diese Hiobsbotschaft, um sie vor Xaver zu warnen und zu schützen. Zugleich nimmt sie Xaver fest und mit nach München. Mit dieser Eigenmächtigkeit bringt sie sich in größte Schwierigkeiten und erhält eine Abmahnung. Sie hat nicht bedacht, dass niemand für die gleiche Tat zweimal verurteilt werden kann. Es sei denn, der Mörder gesteht seine Tat oder eine andere Person hat einen Meineid geleistet. Unter Protest bringt sie den Beschuldigten zurück in das Dorf, für das Xaver nun dennoch als Mörder gilt. So wollen die Bewohner des Dorfes Gerechtigkeit und drohen mit Selbstjustiz. Sie versuchen, Xaver Edlinger in ihre Gewalt zu bringen und ein Geständnis zu erzwingen. Von Meuffels kann dies gerade noch verhindern, aber damit geben die Dorfbewohner nicht auf und belagern Edlingers Haus. Während der Kommissar so gut es geht versucht den Mann zu beschützen, sucht seine Assistentin in München nach Auffälligkeiten in den Akten. Sie findet dabei einen Hinweis auf Edlingers Schwester. Sie hatte den Toten seinerzeit gefunden und ist nicht als Zeugin im Prozess geladen worden. Nach weiteren Recherchen findet Burnhauser heraus, dass Edlingers Schwester zu dem Zeitpunkt in einer Klinik war, um ein Kind abzutreiben. Als sie Meuffels davon unterrichtet, konfrontiert er Edlingers Schwester mit den neuesten Ermittlungsergebnissen und so stellt sich heraus, dass sie von Anton Filser vergewaltigt worden war. Sie hatte sich ihrem Bruder anvertraut und dieser hatte daraufhin seinen Freund zur Rede stellen wollen und im Streit erschlagen.
Damit es im Dorf endlich wieder Frieden gibt, gesteht Edlinger die Tat.

## Hintergrund
Der Film wurde vom 13. September 2011 bis zum 14. Oktober 2011 in München, Grainbach und Umgebung gedreht.

## Rezeption

### Einschaltquoten
Die Erstausstrahlung von Schuld am 29. April 2012 wurde in Deutschland insgesamt von 6,58  Millionen Zuschauern gesehen und erreichte einen Marktanteil von 20,3 % für Das Erste.

### Kritik
Rainer Tittelbach von Tittelbach.tv schreibt: „Zwitschern auch gelegentlich die Vögel im schönen Bayernland, es brodelt 90 Minuten in diesem wuchtigen Krimidrama im dörflichen Voralpenambiente. Es wird gebrüllt, geweint, geschlagen,“ in „diesem dramaturgisch dichten, spannenden Film.“
Die Kritiker der Fernsehzeitschrift TV Spielfilm meinen, dieser Polizeiruf ist „Weniger Polizeiermittlung als vielmehr Aufarbeitung persönlicher Dramen mit wuchtigen Gefühlen.“ Man erlebt „Große Emotionen hinter dörflicher Fassade.“
Heike Hupertz von der FAZ wertet: „Hans Steinbichler hat mit ‚Schuld‘ für den BR den zweiten außergewöhnlichen ‚Polizeiruf‘ in Folge gedreht, […] was exzellentes Fernsehen von gutem unterscheidet.“ „Besonders bemerkenswert ist der Umgang des Regisseurs mit Stille und Verlangsamung. Zu sehen ist bisweilen ein Bergbauernidyll, ganz zurückhaltend der Musikeinsatz“, das ist nur „die Ruhe vor dem Sturm. Wie aus dem Nichts bricht Aggressivität aus.[…] Ob das für den Betrachter entspannender ist, sei dahingestellt.“

### Auszeichnungen
Das Schauspielerensemble wurde für diesen Film mit dem Deutschen Schauspielerpreis 2013 in der Kategorie Ensemble ausgezeichnet. Der Film wurde für den Grimme-Preis 2013 in der Kategorie Fiktion nominiert.

### Sachliche Fehler
Dem Zuschauer wird zunächst durch von Meuffels durch die Belehrung der Polizistin das Prinzip des „Ne bis in idem“ erklärt, also das rechtsstaatliche Prinzip, dass niemand in derselben Sache zwei Mal vor Gericht gestellt werden darf. Noch eindringlicher wird dieses Prinzip unter Androhung der Entlassung für die dagegen verstoßende junge Polizistin durch „den Richter“ erklärt, gleichzeitig aber auch durch ihn in Aussicht gestellt, eine Wiederaufnahme sei möglich, wenn der Verdächtige gestehe oder ein Zeuge einen Meineid zugebe.
Dies ist mehrfach sachlich falsch. Zum einen wird ein Verfahren wegen Mord nicht von einem Einzelrichter geführt, sondern vor einer Großen Strafkammer als Schwurgericht verhandelt, also vor drei Berufs- und zwei Laienrichtern. Es ist also nicht „der Richter“, der freispricht – wie suggeriert wird – sondern das Mehrheitsvotum der fünf Richter, der Vorsitzende Richter verkündet lediglich das Mehrheitsvotum, das nicht seine eigene Meinung widerspiegeln muss. Zum anderen ist die Behauptung, die Wiederaufnahme des Verfahrens  sei im Falle eines Freispuches bei Mord möglich, ganz einfach falsch, zumindest zum Zeitpunkt der Produktion und Ausstrahlung der Folge. Noch im Jahre 2019, also sieben Jahre nach Ausstrahlung der Folge, gab es im Bundesministerium der Justiz und für Verbraucherschutz Überlegungen, diesen Umstand zu ändern. Bis heute hat sich jedoch nichts geändert, ein einmal in einem Mordverfahren Freigesprochener bleibt frei, selbst wenn er nach Rechtskraft (Deutschland) des Urteils den Mord einräumen sollte. Man kann den Darstellungen des Sachverhalts also höchstens fiktive Bedeutung beimessen.